# Центр исследования операций и эконометрики
Центр исследования операций и эконометрики (Center for Operations Research and Econometrics, более известен под аббревиатурой CORE) — междисциплинарный научный институт, относящийся к Католическому университету Лувена (Université catholique de Louvain, UCL) и расположенный в городе Лувен-ла-Нев (Louvain-la-Neuve), Бельгия. С 2010 года он входит в состав Института мультидисциплинарных исследований в области количественного моделирования и анализа (Institute for Multidisciplinary Research in Quantitative Modelling and Analysis, IMMAQ) наряду с Институтом экономических и социальных исследований (Institut de Recherches Economiques et Sociales, IRES) и Институтом статистики, биостатистики и актуарных наук (Institut de Statistique, Biostatistique et Sciences Actuarielles, ISBA) (3)
Центр объединяет фундаментальные и прикладные исследования в следующих ключевых областях: экономика и теория игр, эконометрика, исследование операций, а также количественная и экономическая география. Его целью является разработка теоретической и методологической базы для анализа проблем принятия решений в области экономической политики и управления государственным и частным сектором экономики, развитие теории оптимизации и статистики для решения задач проектирования и принятия решений, а также создание вычислительных инструментов, таких как алгоритмы и программы. (3)

## История и международное признание
Центр исследования операций и эконометрики был основан в Лёвене в 1966 году по инициативе Жака Дреза (Jacques Drèze), который считается его отцом-основателем, Антона Бартена (Anton Barten) и Ги де Геллинкa (Guy de Ghellinck). Изначально CORE относился к Католическому университету Лёвена. Вследствие его разделения в 1968 году на нидерландоязычный Лёвенский католический университет (Katholieke Universiteit Leuven) и франкоязычный Католический университет Лувена (Université catholique de Louvain) центр был перемещен в Лувен-ла-Нёв вслед за последним. (2)
Центр исследования операций и эконометрики, создание которого берёт истоки в Фонде Каулеса (Cowles Foundation), а также других учреждениях, которые Жак Дрез посетил во время своей исследовательской работы в Соединённых Штатах, принес экономическое моделирование в Европу. Будучи пионером в этой области на континенте, центр дал толчок к развитию бельгийским и европейским экономическим исследованиям, которые были в то время очень «локальными». CORE модернизировал европейскую экономику за счёт экономических знаний и научно-исследовательской практики, импортированных из Соединённых Штатов, и внёс вклад в её интернационализацию, в то же время участвуя в формировании локальной экономической культуры в Европе, например, посредством исследований в области неравновесной экономической теории, которая может считаться торговой маркой франкоязычной макроэкономики. Ещё одним элементом культуры континентальной экономики стало развитие специфических форм организации исследований, таких как научно-исследовательские группы, соавторство и рецензирование. (2) (3)
В 1966 году CORE открыл свои двери с четырьмя членами академического персонала и тремя исследователями в своем составе. Для сравнения, в настоящее время центр насчитывает около 40 членов академического состава, включая эмеритов, 26 ассоциированных членов (associate fellows) и приглашённых научных сотрудников (research associates), а также более 40 докторантов и постдокторантов. (3)
В 1967 году Центр исследования операций и эконометрики получил пятилетний грант от Фонда Форда (Ford Foundation), который послужил толчком к быстрому развитию центра, позволяя привлечь к его работе большее количество постоянных и приглашённых академических сотрудников и исследователей. Именно это сообщество учёных, среди которых были Жерар Дебрё, Труман Бьюли (Truman Bewley), Хильдегард Диркер (Hildegard Dierker), Биргит Гродал (Birgit Grodal), Дэвид Шмайдлер, Карл Финт (Karl Vind) и Вернер Хильденбрант (Werner Hildenbrand), способствовало получению центром международного признания в области математической экономики. Время гранта совпало с эпохой развития «нео-вальрасовской» экономики в институте, которая также положила начало разделению дисциплин. Изначально объединённые области исследований стали в это время обосабливаться, образуя взаимосвязанные и дополняющие друг друга, но независимые дисциплины математической экономики, исследования операций и эконометрики. После дифференциации дисциплин неравновесная экономическая теория стала основной и самой влиятельной областью исследований CORE, отдаляя его от американской школы и формируя особое течение в макроэкономике. (2) (3)
Ко времени окончания гранта Форда в 1973 году CORE расширил свой состав до 21 постоянного члена и примерно такого же количества приглашённых. Содержание центра было взято на себя университетом с привлечением внешнего финансирования посредством различных исследовательских контрактов с Федеральным правительством Бельгии и разными организациями. По мере все большей дифференциации дисциплин математическое программирование и эконометрика, изначально второстепенные области, развивались и стали важными сферами исследований центра. Так, байесовская эконометрика также считается фирменной областью центра, на который иногда ссылаются как на бельгийскую байесовскую школу. (2) (3)
В 1977 году CORE расширил свою учебную деятельность путём создания Европейской докторской программы по количественной экономике (European Doctoral Program in Quantitative Economics), к которой впоследствии присоединились другие партнеры. В 1985 была основана Европейская экономическая ассоциация (European Economic Association), инициаторами создания которой были Жак Дрез (Jacques Drèze), её первый президент, Жан Габсевич (Jean Gabszewicz), Луи Флипс (Louis Phlips), Жак-Франсуа Тисс и Жан Вальбрук (Jean Waelbroeck). (2) (3)
В настоящее время основными областями исследований CORE являются экономика и теория игр, эконометрика, исследованиe операций, количественная и экономическая география. В его основные задачи входит развитие высококачественных научных исследований и сети научного сотрудничества и обмена, подготовка молодых научных кадров через докторантуру и постдокторантуру, а также распространение научных знаний среди специалистов в государственном и частном секторе. (3)

## Персонал
В штат центра обычно входят около 40 членов академического персонала, работающих в Католическом университете Лувена, а также других бельгийских и некоторых соседних иностранных университетах (Лёвенский католический университет, Брюссельский свободный университет, Университет Сент-Луис — Брюссель, Льежский университет, Университет Монса, Университет Намюра, Университет Маастрихта, Университет Лилля и Университет Люксембурга), а также несколько административных работников. (3)
Каждый год CORE принимает около 25 приглашённых исследователей, включающих две категории: ассоциированных членов и научных сотрудников, посещающих центр для работы еженедельно или один-несколько раз в год соответственно. Они назначаются на два года при поддержании кандидатуры двумя постоянными сотрудниками центра, с возможностью продлить период. Предполагается, что приглашённые сотрудники должны участвовать во всех видах деятельности центра, включая научно-исследовательские проекты, семинары и научные публикации. (3) Ежегодно центр присуждает на конкурсной основе несколько постдокторантских грантов на период от одного до трех лет. В рамках своих докторских программ центр ежегодно принимает около 30 докторантов. Помимо работы в рамках долговременного сотрудничества институт регулярно принимает академических сотрудников и исследователей, посещающий центр с краткосрочными визитами от нескольких дней до нескольких недель. (3)
Постоянные и приглашённые сотрудники центра являются представителями различных учреждений по всему миру, и каждый третий директор по научной работе назначается из числа внешних исследователей. Центр характеризуется интернациональной рабочей средой и уделяет особое внимание развитию научно-исследовательского сотрудничества и сетевых связей. (3)

## Исследования
Основными научно-исследовательскими областями CORE являются экономика и теория игр, эконометрика, исследование операций, а также количественная и экономическая география. (3)

### Экономика и теория игр
К основным сферам исследований CORE в области экономики традиционно относятся теория общего равновесия (неопределённость, неполные рынки, расчёт равновесия, невыпуклости в производственном секторе, внедрение денег, ценовое равновесие, изучение безработицы), экономика промышленности, политэкономия, пространственная экономика, общественная экономика, экономика окружающей среды, теория индивидуального и коллективного выбора и макроэкономика. Исследования в области теории игр проводятся как в некооперативном, так в кооперативном аспектах (концепции равновесия, неопределённость, кооперативные решения). Текущие научные исследования в области экономики и теории игр включают фундаментальные, прикладные и эмпирические разработки. Они направлены на создание теоретической базы для решения проблем регулирования рынка и организации государственного сектора. Текущие сферы исследований включают теорию отраслевых рынков, общественную экономику и политэкономию, экономику окружающей среды, экономику благосостояния и теорию социального выбора, теорию общего равновесия, а также различные темы в области теории игр. (2) (3)

### Эконометрика
Исследования в области эконометрики в центре направлены на разработку количественных моделей, а также статистических и вычислительных методов, применяемых для обработки экономических данных. (3) Центр внёс важный вклад в развитие эконометрики в следующих областях: Байесовская оценка решения систем одновременных уравнений (методы Байесовского вывода широко применяются в исследованиях центра) и концепции слабой и сильной экзогенности, используемые в статистическом выводе. К другим важным сферам исследований относится финансовая эконометрика с такими темами, как микроструктура финансовых рынков или модели волатильности, а также структурная эконометрика. Текущие области исследований в эконометрике включают финансовую эконометрику, эконометрику временных рядов и Байесовские методы. (2) (3)

### Исследование операций
Исследования в этой области связаны с оптимизацией и математическим программированием. Центр внёс свой вклад в исследования в следующий основных областях: дискретная оптимизация, целочисленное программирование и выпуклая оптимизация. Исследования также проводятся в области крупных энергетических инвестиций, передачи и рынков электроэнергии, определения структуры и регулирования европейского рынка, а также управления цепями поставок. Исследования операций тесно связаны с экономической географией через использование методов математического программирования для решения задач территориального размещения объектов. Текущие области исследований операций включают моделирование и поиск решений проблем экономики промышленности, дискретную оптимизацию, линейную и нелинейную оптимизацию и расчёт равновесий. (3)

### Количественная и экономическая география
Исследования центра в области географии тесно связаны с экономикой, например, совместное изучение расположения различных видов человеческой деятельности и их экологического следа. Они сфокусированы в сферах количественной и экономической географии и находят применение в политике планирования землепользования. Текущие сферы исследований в области географии охватывают модели размещения и назначения, географию транспорта и устойчивую мобильность, пространственный количественный анализ, социальную и экономическую географию. (3)

## Научно-исследовательские кафедры и проекты
Ежегодно в центре разрабатываются более 30 научно-исследовательских проектов, финансируемых в виде грантов и контрактов государственным и частным сектором, включая Федеральное правительство Бельгии, например, Бельгийское федеральное управление научной политики, Национальный фонд научных исследований, Французское сообщество Бельгии, Европейскую комиссию, например, Европейский исследовательский совет, Рамочные программы, акции COST, различные бельгийские и иностранные государственные учреждения, частные предприятия и т. д. (3)
В центре в настоящее время есть три научно-исследовательские кафедры:
- Кафедра ENGIE по экономике энергетики и управлению энергетическими рисками, финансируемая ENGIE и поддерживающая исследования в области управления рисками на энергетических рынках. (3) (4)
- Кафедра GSK Vaccines по стратегическому использованию ресурсов и снабжению, финансируемая GSK Vaccines, Бельгия, и объединяющая исследовательскую и преподавательскую деятельность, а также сетевое сотрудничество в области стратегического использования ресурсов и снабжения как в теоретическом, так и в практическом аспекте. (3) (7)
- Кафедра Lhoist Berghmans по экономике окружающей среды и природопользованию, охватывающая преподавательскую и исследовательскую деятельность, направленную на анализ затрат/эффективности применения альтернативных технологий в промышленности и оценку влияния промышленной деятельности на окружающую среду и уровень жизни. (3)

## Докторантура
Ежегодно около 30 аспирантов работают над докторской диссертацией под руководством сотрудников центра. В среднем, в центре защищаются около 7 докторских диссертаций в год, и ещё 25 находятся в процессе подготовки. Работа сотрудников центра в качестве научных руководителей осуществляется в рамках докторских программ на различных кафедрах университета, связанных с исследовательскими областями центра, а также в рамках следующих межучрежденческих докторских программ: (3)
- Европейская докторская программа по количественной экономике, основанная CORE в 1977 г. и объединяющая следующие учреждения: Католический университет Лувена (Бельгия), Высшую школу социальных наук (Франция), Рейнский университет имени Фридриха Вильгельма в Бонне (Германия), Европейский университетский институт (Италия), Университет Помпеу Фабра (Испания), Лондонская школа экономики и политических наук (Великобритания) и Тель-Авивский университет (Израиль) в качестве партнера по обмену. Программа охватывает области эконометрики, экономики и теории игр. (3) (5) В 2008 г. она заняла третье место среди европейских докторских программ. (1)
- Европейская докторантура по экономике Erasmus Mundus, объединяющая семь европейских учреждений: Билефельдский университет (Германия) в качестве координатора, Амстердамский университет (Нидерланды), Новый университет Лиссабона (Португалия), Католический университет Лувена (Бельгия), Университет Париж 1 Пантеон-Сорбонна (Франция), Высшую школу социальных наук (Франция), Университет Ка' Фоскари в Венеции (Италия), а также академических и неакадемических партнеров. Для участия в программе принимаются студенты с различной подготовкой, хотя сильный интерес и основательные знания в области экономики и математики весьма желательны. (3) (6)

## Научные мероприятия
В настоящее время в центре регулярно проводятся восемь семинаров, включая три традиционных еженедельных семинара по эконометрике, экономике и исследованию операций, а также семинар, организуемый ECORES, ассоциацией, объединяющей три центра: CORE (Католический университет Лувена), ECARES (Свободный университет Брюсселя) и CES (Лёвенский католический университет). (3)
К научным мероприятиям, организуемым CORE, также относятся регулярные докторские семинары, в течение которых аспиранты могут представить свои завершённые и текущие исследовательские работы, а также серии лекций, в рамках которых известные учёные из бельгийских и иностранных академических учреждений, приглашённые в центр, выступают с презентациями на темы, связанные с его исследованиями. (3)
CORE регулярно организует и участвует в организации различных научных мероприятий на локальном и международном уровнях, которые проводятся как в центре, так и в других учреждениях в Бельгии и за границей: конференций, встреч, семинаров, форумов, школ и т. д. Научные сотрудники центра регулярно посещают внешние семинары, конференции и встречи, чаще всего с презентацией научной работы, а также работают с другими учреждениями в качестве приглашённых сотрудников. (3)

## Публикации
В настоящее время CORE выпускает три серии научных работ.
- Дискуссионные научные статьи CORE

Серия дискуссионных научных статей включает работы, написанные постоянными членами CORE и приглашёнными сотрудниками за время их пребывания в центре и открытые для обсуждения в ожидании публикации в научных журналах. (3)
- Репринты CORE

В Репринты входят все опубликованные статьи, написанные постоянными членами и приглашёнными научными сотрудниками CORE. (3)
- Серия лекций CORE

Данная серия была создана в 1987 г. вместе с Фондом CORE, международной научной ассоциацией, финансируемой из частных источников, целью которой является поддержка исследований в области эконометрики, экономики, а также исследований операций, как и научного сотрудничества и обучения в этих сферах. Серия лекций состоит из презентаций известных учёных, приглашаемых в центр для чтения лекций на темы, смежные с его исследовательскими областями. (3)
Кроме серий дискуссионных статей и репринтов постоянные и приглашённые научные сотрудники центра участвуют в подготовке различных внешних научных работ, включающий журнальные публикации: mimeos, manuscripts, reviews, research papers, working and discussions papers, conference proceedings, lecture notes, guides technical reports, etc. Также ежегодно публикуются газетные статьи и несколько книг, авторами и редакторами которых являются исследователи, работающие в CORE. Постоянные и приглашённые сотрудники центра также занимаются редакционной деятельностью, работая в качестве главных редакторов, членов редакционного совета и научного комитета, редакторов, соредакторов, приглашённых редакторов и т. п. различных научных журналов. (3)

## Премии и награды
Среди научных наград, присуждённых сотрудникам CORE, числятся: Ланчестерская премия (Lanchester Prize), Премия Франки (Francqui Prize), Кафедра Франки (Francqui Chair), Золотая медаль ЕВРО (EURO Gold Medal), Степень Почётного доктора (Honoris Causa Doctorate), Премия Данцига (Dantzig Prize), Теоретическая премия Джона фон Неймана (John von Neumann Theory Prize), Европейская премия по региональной науке (European Prize in Regional Science), Премия Роберта Витта (Robert C. Witt Award), Премия де ла Веги (De la Vega Prize), Премия Уолтера Айзарда (Walter Isard Award), Kulp-Wright Book award, Wernaers Prize, Social Choice and Welfare Prize, Премия Эмиля де Лавелэ (Emile de Laveleye Prize), Мемориальная премия Уильяма Алонсо (William Alonso Memorial Prize), Премия Фердинанда де Лессепса (Ferdinand de Lesseps Prize), Risques-Les Echos Prize, SIAM Activity Group on Optimization Prize, и т. д., различные премии за лучшую диссертацию (Savage Award, Премия Эрнста Мейера (Ernst Meyer Prize), Sogesci-BVWB Prize, Премия Орбель (Orbel Award) и т. д.), а также позиции (почётных) членов и научных сотрудников различных академических, исследовательских и других учреждений. (3)

## Некоторые известные учёные в CORE
К известным учёным, внёсшим свой вклад в работу CORE в качестве постоянных и приглашённых сотрудников, а также путём участия в публикациях, семинарах и конференциях, относятся (список не является исчерпывающим): Кеннет Эрроу, Роберт Ауманн, Клод д’Аспремон (Claude d’Aspremont), Жерар Дебрё, Марк Флербай (Marc Fleurbaey), Джон Генакоплос (John Geanakoplos), Мишель Хуманс (Michel Goemans), Кристиан Гурьеру (Christian Gouriéroux), Патрик Харкер (Patrick Harker), Вернер Хильденбрант (Werner Hildenbrand), Мэтью Джексон (Matthew Jackson), Томас Магнанти (Thomas Magnanti), Франсуа Манике (François Maniquet), Эрик Маскин (Eric Maskin), Франко Модильяни, Роджер Майерсон, Джордж Немхаузер (George Nemhauser), Аркадий Немировский, Юрий Нестеров, Ариэль Рубинштейн, Томас Сарджент, Рейнхард Зельтен, Ллойд Шепли, Джозеф Стиглиц, Жак-Франсуа Тисс, Жан Тироль и Лоренс Волси (Laurence Wolsey). (3)